# 本国工人与外国工人关于事故赔偿的同等待遇公约
本国工人与外国工人关于事故赔偿的同等待遇公约（英語：Equality of Treatment (Accident Compensation) Convention）是1925年6月5日第七届国际劳工大会通过的一项公约，又称1925年同等待遇（事故赔偿）公约，是国际劳工组织第19号公约(C019)。公约于1926年9月8日生效。

## 內容
公约第一条规定会员国对任何另一会员国人民在其国境内因工业意外事故而受伤害者，或需其赡养的家属，在工人赔偿方面，应给予与本国人民同等待遇。

## 批准情形
截至2019年為止，已有121國批准該公約。中華民國於1934年4月27日批准該公約。中華人民共和国則于1984年6月11日承认该公约。